# Mahmudlu (Qubadlı)
Mahmudlu (conosciuto anche come Mahmudly, Mahmudli) è un villaggio rurale del distretto di Qubadlı, in Azerbaigian, facente parte del comune di Qubadlı.

## Storia
Rimasto per alcuni anni sotto il controllo dell'Armenia, dal 2020 è tornato sotto il controllo azero